# 村上水軍
村上水軍是日本南北朝時代到室町・戰國時代在瀨戶內海活動的水軍（海賊眾）。勢力據點是以藝予諸島為中心的海域，之後大致分成能島村上家、來島村上家、因島村上家。代表的家紋是「丸內上文字」。

## 起源
村上三家也總稱「三島村上氏」，起源不明，但是可以確知原為一家。最有力的說法是《尊卑分脈》的記載，源自河內源氏之庶流信濃村上氏。平安時代活躍的村上為國之弟定國在保元之亂後，經由淡路島在塩飽諸島定居；平治之亂後的永曆元年（1160年）移居越智大島，成為伊予村上氏之祖。
能島村上氏的系圖內，村上源氏的出自以村上天皇的皇子具平親王之子源師房為祖。因島村上氏也有同様起源的系圖。又，信濃村上氏的系圖內，源賴信的次男賴清是村上天皇的皇子為平親王之子源憲定（村上憲定）的女婿，為村上姓，也是類似的說法。其他還有伊予越智氏的庶流之說。

## 村上水軍的活動
文獻史料上，最早的記錄是1349年（南朝：正平4年、北朝：貞和5年），能島村上氏負責東寺領的弓削庄付近的海上警護。南北朝時代，掌握因島、弓削島等為中心的瀨戶內海制海權，在海上設關徵收通行費，派遣引水人、負責海上警護等。
戰國時代，因島村上氏臣從毛利氏。來島村上氏臣從河野氏，村上通康改姓越智。能島村上氏和河野氏保持友好關係，但是未臣屬。之後，成為在中國地方擴張勢力的毛利水軍之一翼，在1555年（弘治元年）的嚴島之戰、1561年（永祿4年）的豐前簑島合戰、1567年（永祿10年）的毛利氏伊予出兵、1576年（天正4年）的第一次木津川口之戰等大為活躍。

## 村上水軍解體
來島村上氏在三家之中最早跟隨豐臣秀吉，被視為獨立大名，其他二家的能島村上氏是小早川氏、因島村上氏是毛利氏的家臣。1588年（天正16年）年，豐臣秀吉發布海賊停止令，村上水軍停止海賊眾的活動。之後，因島村上氏仍為毛利家的家臣，江戶時代成為長州藩的船手組，根據地在周防國三田尻。能島村上氏從毛利家獲得周防大島，江戶時代和因島村上氏同是長州藩船手組。來島村上氏在江戶時代轉封豐後國玖珠郡，完全遠離海洋（森藩）。

## 村上水軍一族
- 村上師清

能島村上氏
- 村上雅房
- 村上隆勝
- 村上義忠
- 村上武吉
- 村上元吉
- 村上景親
- 村上元武
- 村上元信
- 村上隆重
- 村上景廣

因島村上氏
- 村上吉充
- 村上亮康

來島村上氏（久留島氏）
- 村上通康
- 來島通總
- 得居通幸
- 來島長親

## 系圖

### 能島村上氏
```
（
村上師清
？
義胤
？）
　 ┃
　
義顯

　 ┃
　
雅房

　 ┃
　
隆勝

　 ┣━━┳━━┓
　
義雅
　
義忠
　
隆重

　 ┃　　┃　　┃
　
義益
　
武吉
　
景廣

　 ┏━━┫
　
元吉
　
景親

　 ┃　　┃
　
元武
　
元信

　　　　 ┃
　　　　
就親
```

### 來島村上氏
※村上氏→來島氏→久留島氏　數字是藩主代數
```
（
村上義胤
？
義顯
？）
　 ┃
　
顯忠

　 ┃
　
吉元

　 ┃
　
康吉

　 ┃
　
通康

　 ┣━━━┳━━━┓

得居通幸
　
通清
　
來島通總

　 　　　　　　　　┃
　　　　　　　　　
長親
1

　 　　　　　　　　┃
　　　　　　　 
久留島通春
2

　 ┏━━━━━┳━┻┳━━┓
　
通清
3
 　　　
通貞
　
通迥
　
通方

　 ┣━━┓　　┃
　
通政
4
 
通重
　
光通

　 ┣━━┳━━┳━━┓
　 ∥　　∥　　∥　　∥
　
通用
　
通孝
　
通重
　
光通
5

　　　　　　　 ┏━━┫
　　　　　　　
通祐
6
 
通同

　　　　　　　 ∥
　　　　　　　
通同
7

　　　　　　　 ┃
　　　　　　　
通嘉
8

　　　　 ┏━━┫
　　　　
通容
9
 
通胤

　 ┏━━┫
　
通明
10
通寛

　 ∥
　
通胤
11

　 ┣━━┓
　
通靖
12
通簡
```

### 因島村上氏
```
（
村上義胤
？
義顯
？）
　 ┃
　
顯長

　 ┃
　
吉資

　 ┃
　吉充
　 ┃
　
吉直

　 ┃
　
尚吉

　 ┣━━━━━┳━━┓
　
吉充
　　　　
吉忠
　
亮康

　 ┣━━┓　　┃　　┣━━┓
　 ∥　　∥　　┃　　┃　　┃
　
景隆
　
吉亮
　
吉國
　
景隆
　
吉亮

　 　　　┃
　　　　
元充
```

## 脚注
1. ↑  伊予大島的別名，現愛媛縣今治市

## 關連項目
- 村上氏
- 信州村上氏
- 毛利水軍

## 外部連結
- 武家家伝 村上（能島）氏 （页面存档备份，存于）
- 武家家伝 村上(因島)氏 （页面存档备份，存于）
- 武家家伝 久留島氏 （页面存档备份，存于）
- 村上水軍博物館（大島、能島村上氏）